# Gărâna
Gărâna (niem. Wolfsberg) – wieś w Rumunii, w okręgu Caraș-Severin, w gminie Brebu Nou. W 2011 roku liczyła 88 mieszkańców. 